# Nao Oikawa
Nao Oikawa (jap. 及川 奈央 Oikawa Nao; ur. 21 kwietnia 1981 w Hiroszimie) – japońska aktorka i była aktorka AV występująca w filmach dla dorosłych.

## Filmografia

### Seriale
- Specialist (TV Asahi 2016) odc.8
- A Swinging Single (Dokushin Kizoku) (Fuji TV 2013) odc.3
- Ryomaden (NHK 2010) odc.4
- Jigoku Shoujo (NTV 2006–2007) odc.7
- Fantasma (TV Tokyo 2004)

### Filmy
- Koinowa Konkatsu Kurujingu (2017)
- Mashiro no Koi (2017)
- Shinema no Tenshi (2015)
- Kaizoku Sentai Gokaiger vs. Space Sheriff Gavan: The Movie (2012)
- Samurai Sentai Shinkenger vs. Go-onger: GinmakuBang!! (2010)
- Kamen Rider x Kamen Rider Double & Decade: Movie War 2010 (2009)
- Engine Sentai Go-onger vs. Gekiranger (2009)
- Engine sentai go-onger: Boom boom! Bang bang! GekijoBang!! (2008)
- Kani Goalkeeper (2006)